# Trinidad Gallego Prieto
Trinidad Gallego Prieto (Madrid, 28 de octubre de 1913-Barcelona, 9 de noviembre de 2011) fue una enfermera y comadrona titulada universitaria, militante comunista y republicana. Fue una de las matronas más duramente perseguidas por la dictadura franquista. Con el fin de transmitir su experiencia a las jóvenes de las nuevas generaciones y contribuir a que la historia no quedara en el olvido, formó parte del grupo de mujeres que, en 1997 constituyeron la Asociación Mujeres del 36. Su testimonio oral forma parte de la colección Fondo oral Mujeres del 36 que se conserva en el Archivo Histórico de la Ciudad de Barcelona.

## Biografía
Trinidad Gallego Prieto nació en Madrid el 28 de octubre de 1913, en una casa por pisos de la Calle Serrano (Madrid) en la que, además de los pisos de vecinos, había dos escuelas, una privada en la primera planta y una pública, dependiente del Ayuntamiento, en la segunda. Trinidad, vivió "encima de ellos" , con su madre, costurera y su abuela, en la vivienda-habitación que correspondía al servicio de portería que regentaba Trinidad Mora Frías, abuela de Trinidad Gallego.
Después de la escuela estudió taquigrafía, mecanografía y francés en una Academia del Ayuntamiento de Madrid. Trabajó en la Cámara de Comercio inglesa y en uno de los más elegantes salones de té. Estudió enfermería en la modalidad de libre y obtuvo su título universitario en 1934. En 1935 se afilió al PCE. En 1936 formó el Comité de Enfermeras Laicas, con el que protestó contra el monopolio de adjudicación de plazas de hospital por parte de las órdenes religiosas femeninas.
El 18 de julio de 1936 el PCE le encargó la misión de organizar un comité del Frente Popular del Hospital Clínico de Madrid, San Carlos y un hospital de sangre. Durante la guerra trabajó en varios quirófanos allí donde la destacó su partido, llegando a ser asimilada a alférez en 1938.
Al terminar la guerra fue detenida y encarcelada junto con su madre y su abuela en la prisión de Ventas. Esta detención de grupos familiares fue una de las características de las detenciones femeninas del bienio de la victoria. Condenadas a muerte, les fue conmutada la pena por la de 30 años de prisión, por el delito de adhesión a la rebelión militar.
Ante las condiciones higiénico sanitarias de la prisión, y a pesar de las instrucciones del partido en torno a que no trabajasen en prisión, el grupo de internas con formación en enfermería, cocina, etc, se organizaron de modo que, con toda clase de trucos, lograron que las condiciones higiénicosanitarias mejoraran y, con ello, se redujera el índice de mortalidad.
Dada su condición de matrona titulada, Trinidad fue trasladada con su madre y abuela a la prisión de Amorebieta.
En 1941 se revisaron sus sentencias y las tres fueron puestas en libertad, desterradas a Alicante. Allí Trinidad Gómez fue detenida otra vez por un delito cometido en 1936. Cumplió condena en la prisión de Ventas, desde donde fue trasladada a la Prisión Maternal de Madrid donde trabajó como comadrona. Fue liberada en 1943 y vuelta a detener en 1946, cumplió condena en Jaén.
Salió en libertad en 1949. Su abuela y su madre ya habían fallecido.
Hasta 1969 no le fueron reconocidos los títulos de enfermera y comadrona.
En 1996 recibió junto con otras mujeres que habían luchado por defender la República en la guerra y en la dictadura, el homenaje que la Librería de Mujeres de Madrid decidió organizar para celebrar el 65º aniversario de la proclamación de la Segunda República

## Asociación Las mujeres del 36

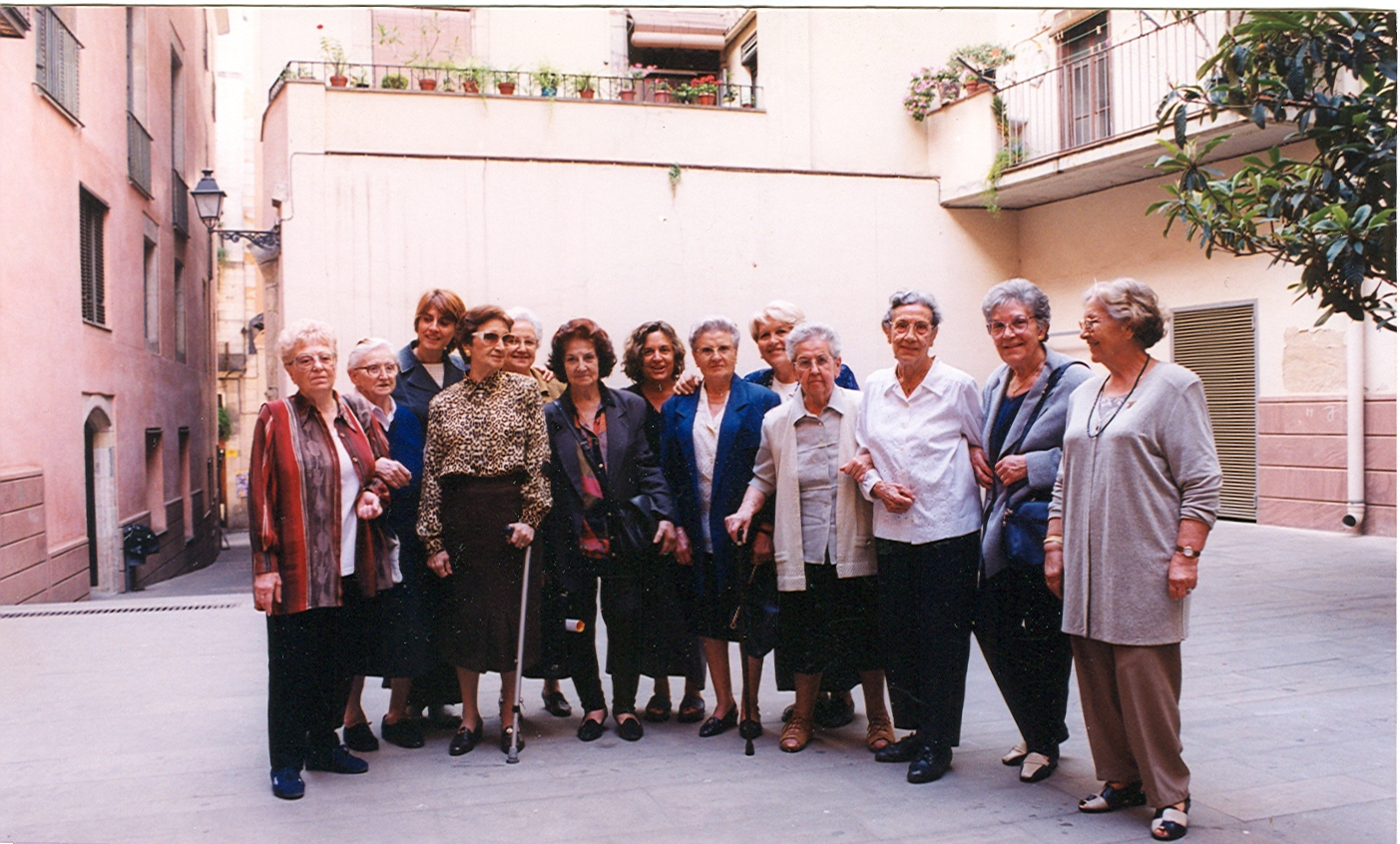
Las mujeres del 36

En 1997, Trinidad junto a un grupo de mujeres mayores de 80 años, constituyeron la asociación “Mujeres del 36” con el fin de recordar a las nuevas generaciones que los avances políticos y sociales de los que hoy disfruta la mujer datan de una lucha que se hace patente en 1931 con el advenimiento de la República. Y asimismo, para intentar que la historia no caiga en el olvido. Durante los diez años que duró la asociación, llevaron a cabo 179 charlas en institutos, 35 en universidades, 185 entrevistas personales, además de intervenciones en programas de radio, documentales etc.
La asociación se disolvió en el año 2006 dada la edad de las asociadas.

### El fondo oral
El testimonio oral de Trinidad fue recogido, junto con el de ocho mujeres más, por la historiadora Mercedes Vilanova y la antropóloga Mercedes Fernández Martorell. El material fue donado, en 1997, al Archivo Histórico de la Ciudad de Barcelona y, desde entonces, es una de las colecciones que se conservan y puede ser consultadas en la sección Fondo oral, concretamente es la colección Fondo oral Mujeres del 36.

## Su testimonio quedó recogido
- Tomasa Cuevas, “La comadrona” en Testimonios de mujeres en las cárceles franquistas (2004)

- J.L. Martín Ramos y Gabriel Pernau, en Les veus de la preso. Històries viscudes per 36 lluitadors antifranquistes (2003)

- Llum Quiñonero en Nosotras que perdimos la paz (2005)

- Isabel Olesti en Nou dones i una guerra (2005).

- Sofía Moro en Ellos y nosotros (2006)